# Verandas Willems-Crelan
A Verandas Willems-Crelan (código UCI: VWC) foi um equipa ciclista profissional belga de categoria Profissional Continental criada em 2013 e extinta em 2018 depois de fundir-se com a Roompot-Nederlandse Loterij.

## Material ciclista
As bicicletas de competição utilizadas foram do fabricante estadounidense Specialized.

## Classificações UCI
A partir de 2005 a UCI instaurou os Circuitos Continentais UCI, onde a equipa está desde que se criou em 2013, registado dentro do UCI Europe Tour e tendo competido também no UCI Asia Tour. As classificações da equipa e de seu melhor corredor são as seguintes:

### UCI Asia Tour
| Temporada | Classificação por equipas | Melhor corredor      | Posição |
| 2016      | 75º                       | Aidis Kruopis        | 294º    |
| 2018      | 88º                       | Elias van Breussegem | 412º    |

### UCI Europe Tour
| Temporada | Classificação por equipas | Melhor corredor | Posição |
| 2013      | 80º                       | Olivier Pardini | 392º    |
| 2014      | 35º                       | Gaëtan Bille    | 54º     |
| 2015      | 5º                        | Dimitri Claeys  | 3º      |
| 2016      | 7º                        | Timothy Dupont  | 2º      |
| 2017      | 8º                        | Wout Van Aert   | 11º     |
| 2018      | 12º                       | Sean De Bie     | 38º     |

## Palmarés
Para anos anteriores, ver Palmarés do Verandas Willems-Crelan

### Palmarés 2018

#### Circuitos Continentais UCI
| Datas          | Circuito                | Carreiras                        | Ganhador      |
| 3 de fevereiro | UCI Europe Tour de 2018 | 4.ª etapa da Estrela de Bessèges | Sean De Bie   |
| 2 de agosto    | UCI Europe Tour de 2018 | 2.ª etapa da Volta a Dinamarca   | Wout van Aert |
| 3 de agosto    | UCI Europe Tour de 2018 | 3.ª etapa da Volta a Dinamarca   | Tim Merlier   |
| 5 de agosto    | UCI Europe Tour de 2018 | 5.ª etapa da Volta a Dinamarca   | Tim Merlier   |
| 5 de agosto    | UCI Europe Tour de 2018 | Volta a Dinamarca                | Wout van Aert |

#### Campeonatos nacionais
| Datas | Carreiras | Ganhador |

## Elenco
Para anos anteriores, veja-se Elencos da Verandas Willems-Crelan

### Elenco de 2018
| Nome                 | Nascimento | Nacionalidade | Equipa de 2017                     |
| Sean De Bie          | 03/10/1991 | Bélgica       | Lotto Soudal                       |
| Dries De Bondt       | 04/07/1991 | Bélgica       | Verandas Willems-Crelan            |
| Mathias De Witte     | 29/03/1993 | Bélgica       | Cibel-Cebon                        |
| Stijn Devolder       | 29/08/1979 | Bélgica       | Verandas Willems-Crelan            |
| Huub Duijn           | 01/09/1984 | Países Baixos | Verandas Willems-Crelan            |
| Stan Godrie          | 09/01/1993 | Países Baixos | Verandas Willems-Crelan            |
| Michael Goolaerts    | 24/07/1994 | Bélgica       | Verandas Willems-Crelan            |
| Jappe Jaspers        | 01/09/1998 | Bélgica       | Verandas Willems-Crelan            |
| Aidis Kruopis        | 26/10/1986 | Lituânia      | Verandas Willems-Crelan            |
| Senne Leysen         | 09/03/1996 | Bélgica       | Neoprofesional                     |
| Arjen Livyns         | 01/09/1994 | Bélgica       | Verandas Willems-Crelan (stagiare) |
| Tim Merlier          | 30/10/1992 | Bélgica       | Verandas Willems-Crelan            |
| Stijn Steels         | 21/08/1989 | Bélgica       | Sport Vlaanderen-Baloise           |
| David Tanner         | 30/09/1984 | Austrália     | Verandas Willems-Crelan            |
| Wout Van Aert        | 15/09/1994 | Bélgica       | Verandas Willems-Crelan            |
| Elias van Breussegem | 10/04/1992 | Bélgica       | Verandas Willems-Crelan            |
| Zico Waeytens        | 29/09/1991 | Bélgica       | Team Sunweb                        |

1. ↑  Falecido a 8 de abril.
2. ↑  Desde o 1 de março.
3. ↑  Até o 1 de outubro.

Stagiares

Desde o 1 de agosto, os seguintes corredores passaram a fazer parte da equipa como stagiaires (aprendizes a prova).
| Corredor       | Nascimento | Nacionalidade | Equipa de 2018               |
| -------------- | ---------- | ------------- | ---------------------------- |
| Luuc Bugter    | 10/07/1993 | Países Baixos | Delta Cycling Rotterdam      |
| Gil D'heygere  | 30/03/1998 | Bélgica       | VL Technics-Experza-Abutriek |
| Guillaume Seye | 28/11/1996 | Bélgica       | EFC Expo-L&R-Vulsteke        |